# ラブ×ロブ×ストックホルム
『ラブ×ロブ×ストックホルム』（Love Rob Stockholm）は、晴瀬ひろきによる日本の漫画作品。『月刊ガンガンJOKER』（スクウェア・エニックス）にて、2009年5月号（創刊号）から2010年6月号まで連載された。本作が晴瀬のスクウェア・エニックス初登場作品である。

## あらすじ
浪人中の予備校生・狭山潤一郎が授業を終えて自宅であるマンションの一室に帰って来ると、見知らぬ少女が現れて拳銃を突き付けて来た。その少女、一葉（仮名）は逃亡中の銀行強盗に脅されて反抗を手伝わされ、強奪した現金を押し付けられたまま警察に追われてここへ逃げ込んだが強盗事件の真犯人を突き止めるまで警察に捕まる訳には行かないので潤一郎を人質にすると言い出し、奇妙な同棲生活を始めることになってしまう。

## 登場人物
狭山 潤一郎（さやま じゅんいちろう）
主人公・18歳。受験に失敗し、一人暮らしをしながら予備校に通っていたが自室を占拠した一葉に脅され、人質にされてしまう。
一葉（カズハ）
ヒロイン。「一葉」は五千円紙幣の肖像に描かれた樋口一葉（ひぐち いちよう）から取って適当に命名した仮の名前で、本名は不詳。アイルーリス（Αἰλουρίς、雌猫の意味）とも呼ばれている。潤一郎の部屋に上がり込んで予備校から帰って来た潤一郎を脅して人質にしている。死別した親の借金をカタに脅され、銀行強盗に参加させられ強奪した現金を押し付けられて警察に追われる身となったが自分の手で真犯人を突き止めるまで警察に捕まる訳には行かないと主張しているが、少なくとも銃刀法違反は免れないのではないかと潤一郎に突っ込まれている。
国木田 小春（くにきだ こはる）
潤一郎と同じ予備校に通っている受験生。潤一郎への片想いを募らせてストーカーになりつつあった所で、潤一郎が予備校への通学中に逃げ出さないよう外から監視していた一葉と一緒に居る所を目撃し嫉妬の炎を燃やす。ところが、小春の掘った落とし穴にヤクザが転落して絡まれた所を一葉に救われ、一転して「お姉様」と慕い始める。

## 書誌情報
- 晴瀬ひろき『ラブ×ロブ×ストックホルム』スクウェア・エニックス〈ガンガンコミックスJOKER〉、全2巻
  1. 2009年12月22日初版発行（同日発売[2]）、ISBN 978-4-7575-2754-6
  2. 2010年8月21日発売[3]、ISBN 978-4-7575-2909-0